# Équipe du Chili de football à la Copa América 2001
L'équipe du Chili de football participe à sa 33e Copa América lors de l'édition 2001, qui se tient en Colombie du 11 juillet 2001 au 29 juillet 2001. Elle se rend à la compétition en tant que demi-finaliste et quatrième de la Copa América 1999.
Les Chiliens terminent 2e du groupe A derrière le pays-hôte puis ils sont battus en quart de finale par le Mexique, futur vice-champion.

## Résultat

### Premier tour
| Classement final |           |     |   |   |   |   |    |    |      |
|                  | Équipe    | Pts | J | G | N | P | BP | BC | Diff |
| 1                | Colombie  | 9   | 3 | 3 | 0 | 0 | 5  | 0  | +5   |
| 2                | Chili     | 6   | 3 | 2 | 0 | 1 | 5  | 3  | +2   |
| 3                | Équateur  | 3   | 3 | 1 | 0 | 2 | 5  | 5  | 0    |
| 4                | Venezuela | 0   | 3 | 0 | 0 | 3 | 0  | 7  | -7   |

| 11 juillet | Chili    | 4 | 1 | Équateur  |
| 11 juillet | Colombie | 2 | 0 | Venezuela |
| 14 juillet | Chili    | 1 | 0 | Venezuela |
| 14 juillet | Colombie | 1 | 0 | Équateur  |
| 17 juillet | Équateur | 4 | 0 | Venezuela |
| 17 juillet | Colombie | 2 | 0 | Chili     |

| 11 juillet 2001 | Chili                                          | 4 – 1   | Équateur              | Metropolitano (Barranquilla)                      |                                                   |
| 18 h 00         | Navia 29e · Montecinos 73e, 90e · Corrales 85e | (1 - 0) | Chalá 53e · Chalá 77e | Spectateurs : 40 000 Arbitrage : Gilberto Hidalgo | Spectateurs : 40 000 Arbitrage : Gilberto Hidalgo |

| 14 juillet 2001 | Chili          | 1 – 0   | Venezuela | Metropolitano (Barranquilla)                            |                                                         |
| 16 h 15         | Montecinos 78e | (0 - 0) |           | Spectateurs : 33 000 Arbitrage : Gilberto Alcalá Pineda | Spectateurs : 33 000 Arbitrage : Gilberto Alcalá Pineda |

| 17 juillet 2001 | Colombie                                           | 2 – 0   | Chili        | Metropolitano (Barranquilla)                     |                                                  |
| 20 h 45         | Aristizábal 10e (pen.) · Arriaga 90e · Murillo 34e | (1 - 0) | Galdames 34e | Spectateurs : 50 000 Arbitrage : Jorge Larrionda | Spectateurs : 50 000 Arbitrage : Jorge Larrionda |

### Quart de finale
| 22 juillet 2001 | Mexique | 2 – 0   | Chili | Stade Hernán Ramírez Villegas (Pereira)       |                                               |
| 15 h 00         | Arellano 17e · Osorno 78e | (1 - 0) | | Spectateurs : 20 000 Arbitrage : Carlos Simon | Spectateurs : 20 000 Arbitrage : Carlos Simon |
| 15 h 00         | Pérez - A. Rodríguez ( 26e Zepeda), Márquez, Vidrio, H. Morales - Torrado, J. Rodríguez ( 66e Mercado), C. Morales, García Aspe - Arellano, De Nigris ( 70e Osorno) | Équipes | Vargas - Fuentes, Reyes, Rojas, Pérez ( 66e Neira) - Villaseca, Maldonado ( 75e Henríquez), Osorio, Núñez ( 38e Valenzuela) - Navia, Montecinos | Spectateurs : 20 000 Arbitrage : Carlos Simon | Spectateurs : 20 000 Arbitrage : Carlos Simon |

## Navigation